# Just Stop
«Just Stop» es una canción de la banda estadounidense de heavy metal, Disturbed. La canción fue lanzada el 7 de febrero de 2006 y él es tercer sencillo de su tercer álbum de estudio Ten Thousand Fists.

## Lista de canciones
Todas las canciones escritas y compuestas por Disturbed. 
| Sencillo en CD |                                                |          |  |
| N.º            | Título                                         | Duración |  |
| 1.             | «Just Stop (Vivo en House of Blues - Chicago)» | 3:51     |  |
| 2.             | «Just Stop»                                    | 3:43     |  |
| 3.             | «Just Stop (Video musical)»                    | 3:58     |  |
| 11:32          |                                                |          |  |

## Posiciones
| Año  | Listas                     | Posición |
| ---- | -------------------------- | -------- |
| 2006 | Hot Mainstream Rock Tracks | 4        |
| 2006 | Hot Modern Rock Tracks     | 24       |